# Clarisse

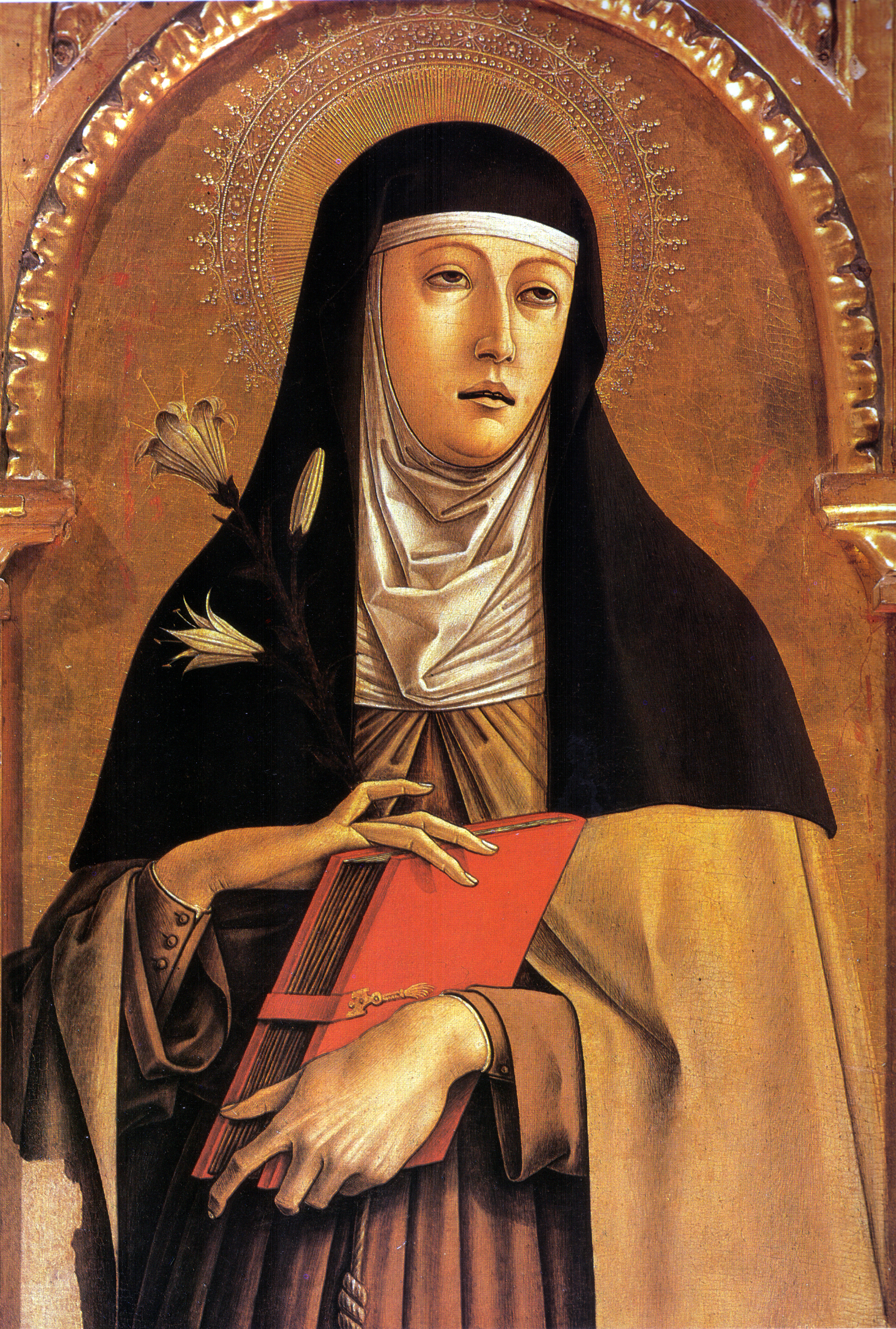
Santa Chiara, fondatrice delle clarisse

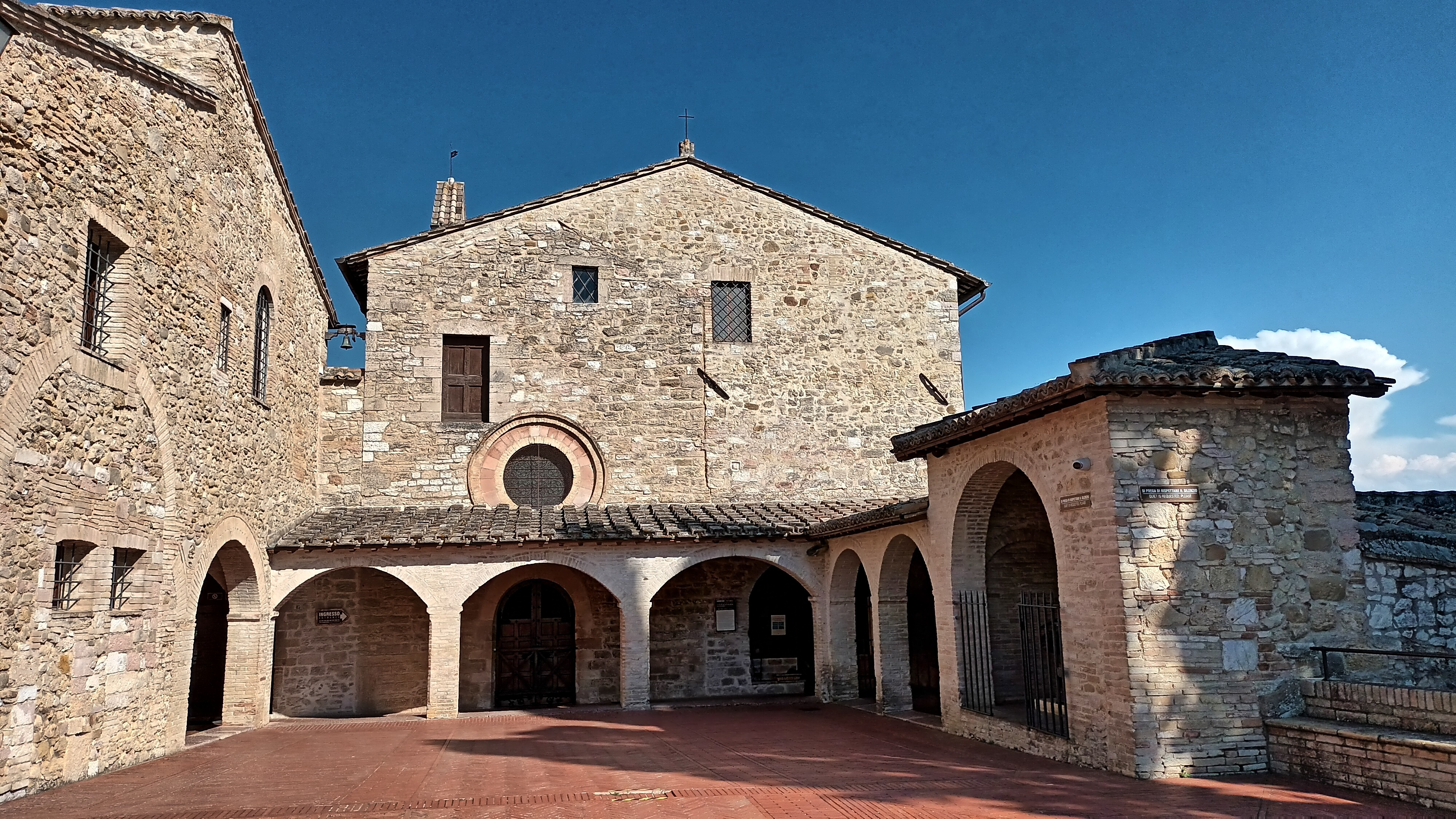
Il monastero di San Damiano ad Assisi

Le clarisse sono le religiose appartenenti agli istituti monastici che riconoscono come fondatrice santa Chiara e costituiscono il second'ordine francescano.
Sin dai primi anni dopo la fondazione, le clarisse sono divise in vari rami ai quali, nel corso dei secoli, se ne aggiunsero altri: le clarisse "innocenziane", le clarisse urbaniste, le clarisse isabelliane, le clarisse colettine, le clarisse scalze, le clarisse cappuccine, le clarisse sacramentarie, le clarisse cappuccine sacramentarie.

## Origini
Santa Chiara, sotto la direzione di san Francesco, nella notte della domenica delle Palme del 1212, nella chiesa di Santa Maria degli Angeli ad Assisi, si consacrò a Cristo adottando una forma di vita monastico-contemplativa.
Dopo aver soggiornato presso le benedettine dei monasteri di San Paolo di Bastia e di Sant'Angelo in Panso, si stabilì presso la chiesa rurale di San Damiano, fuori le mura di Assisi, dove organizzò un nuovo stile di vita secondo le esigenze della sua vocazione. Pur non avendo ancora una fisionomia precisa e completa, questa nuova forma di vita monastica fu presto imitata da numerose comunità sorte rapidamente in Umbria e Toscana. La fulminea propagazione delle clarisse diede origine a una molteplicità di regole e osservanze.

## Ramificazioni
I più antichi rami dell'ordine di santa Chiara, le innocenziane e le urbaniste, prendono il nome dalle regole professate: la prima, approvata da papa Innocenzo IV nel 1253, la seconda, approvata da papa Urbano IV nel 1263.
Nel 1228 Filippa Mareri fondò a Borgo San Pietro un monastero di clarisse che poi adottò la regola di Urbano IV e dal 1929 abbandonò la clausura trasformandosi in congregazione di suore.
A opera della beata Isabella di Francia sorse un nuovo ramo, quello delle clarisse isabelliane (o minoresse), la cui regola fu approvata nel 1259 e nel 1263.
La regola innocenziana nel 1410 fu adottata, accanto ad altri statuti, da santa Coletta per le sue monache di Besançon, dette clarisse colettine. La regola del 1253 e le riforme colettine furono adottate dalle clarisse scalze di Spagna, approvate nel 1490.
Nel 1535, a opera della beata Maria Lorenza Longo, sorse a Napoli il monastero delle Trentatré: nel 1538 la comunità, che adottò la regola di Innocenzo IV e le costituzioni di santa Coletta, fu posta da papa Paolo III sotto la giurisdizione e la direzione spirituale dei cappuccini dando origine al ramo delle clarisse cappuccine. Da questo ramo nel 1879 si separò quello delle clarisse cappuccine sacramentarie, sorte a Città del Messico.
Presero il nome di clarisse sacramentarie anche le monache francescane del Santissimo Sacramento di Troyes, che adottarono la regola di Urbano IV.
Alla fine del 2015 le clarisse "innocenziane" erano 6 579, le clarisse urbaniste 865, le clarisse cappuccine 1 793, le clarisse colettine 561, le clarisse sacramentarie 519 e le clarisse cappuccine sacramentarie 297.

## Suore clarisse
Esistono anche numerose congregazioni di suore, derivate da monasteri di clarisse o che ne adottano, almeno nella sostanza, la regola: le missionarie clarisse del Santissimo Sacramento, le povere clarisse missionarie dell'Immacolata Concezione, le suore clarisse francescane missionarie del Santissimo Sacramento, la Congregazione delle francescane clarisse, le suore clarisse della Santissima Annunziata.